# Raszputyin pénisze
Grigorij Raszputyin péniszét számos misztikum övezi; egyes legendák természetfeletti képességeket is tulajdonítanak neki.

## A szerv leírása a szemtanúk által

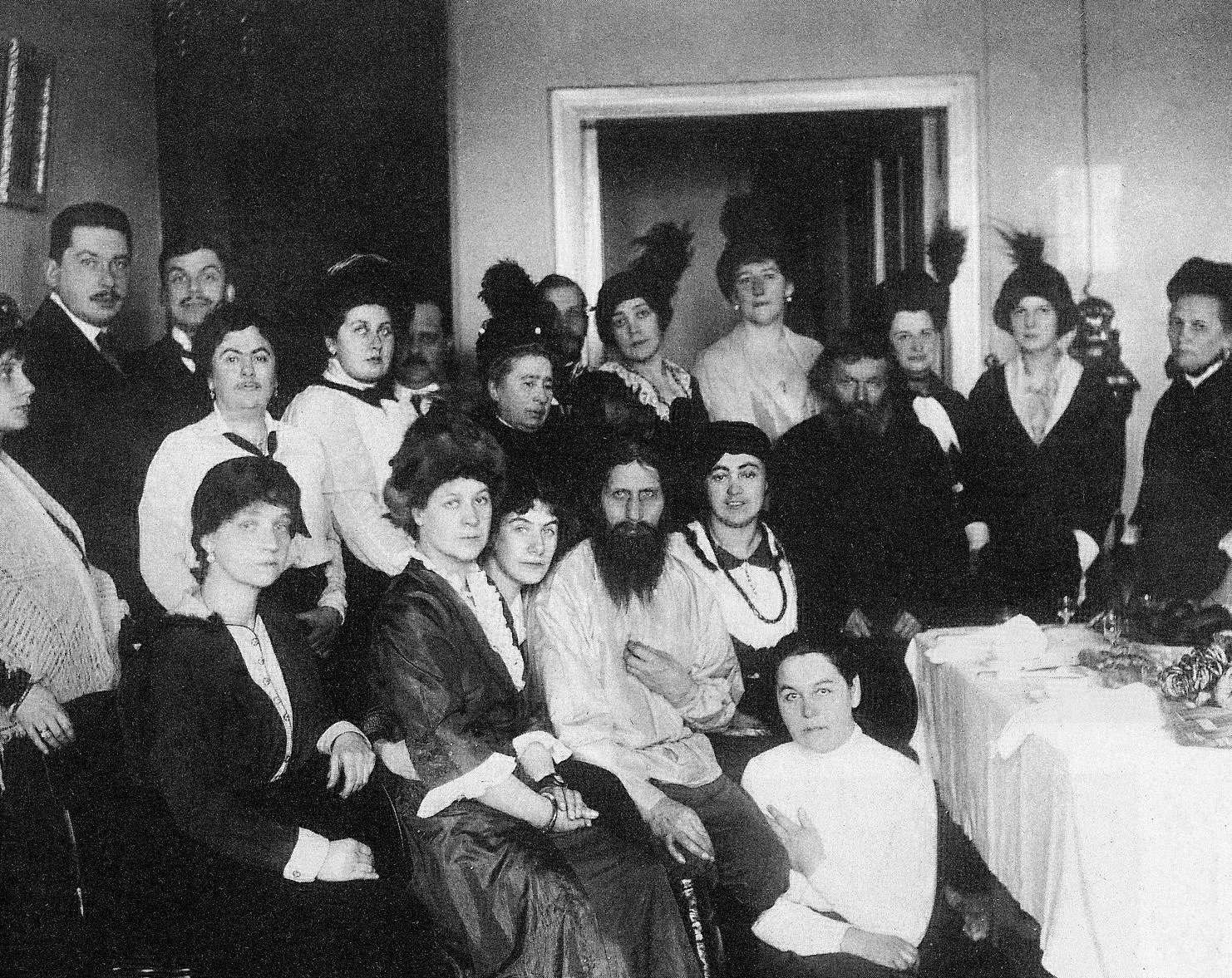
Raszputyin és a rajongói 1914-ben

Az orosz forradalom számos legendája megemlíti Raszputyin szexuális képességeit, péniszének állítólagos méreteit vagy más rendkívüli jellemzőit. Orlando Figes azt írja:
Egy nő azt vallotta, hogy amikor először szeretkezett vele, az orgazmusa olyan heves volt, hogy elájult. Talán a szexuális potenciája is a természetfeletti képességekkel magyarázható. Raszputyin merénylője és állítólagos homoszexuális szeretője, Feliksz Juszupov, azt állította, hogy Raszputyin vitézségét a terjedelmes, rücskös szemölcsnek köszönhette a péniszén, amely rendkívüli méretet kölcsönzött neki.
A merénylet egy másik szemtanúja úgy jellemezte a szervet, hogy az „Szentpétervár-szerte hírhedett”, „de minő csalódás, az összeesküvők (a halott) Raszputyin péniszét egyértelműen átlagos méretűnek és kinézetűnek találták.”

## Az állítólagos maradványok története

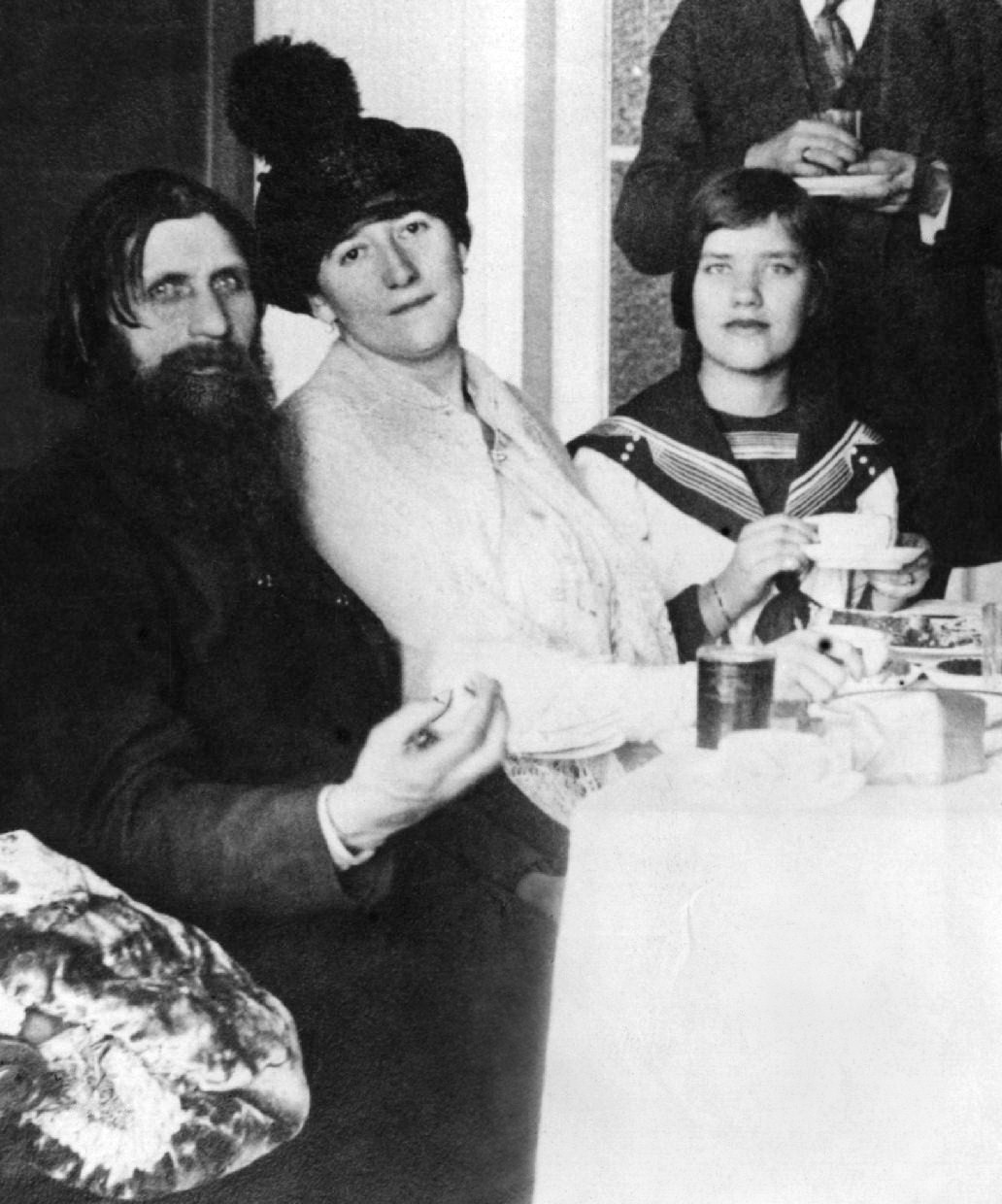
Raszputyin és nővére, Marija

### 1900-as évek
Orosz nemesek, félve Raszputyin Alekszandra cárnéra gyakorolt jelentős, és egyre csak növekvő befolyásától, a brit titkosszolgálat aktív közreműködésével 1916. december 29-én megölték őt. Néhány mindenféle alapot nélkülöző beszámoló szerint a merénylők szexuális csonkítást is végeztek rajta: levágták a péniszét. A boncolás hivatalos iratai szerint azonban a helyén levő nemi szervet a gyilkosság során, vagy azt követően összezúzták. Juszupov herceg és merénylői köre ellentmondásos híreket terjesztett róla kinek volt ez köszönhető.
Néhány ember szerint egy szobalány találta meg a levágott testrészt a gyilkosság színhelyén, aki meg is tartotta azt, amíg az 1920-as években egy Oroszországból Párizsba emigrált nők csoportjának birtokába nem került. Ezek a nők úgy imádták a szervet, mint egy termékenységi amulettet; egy fából készült ékszerdobozban tárolták.

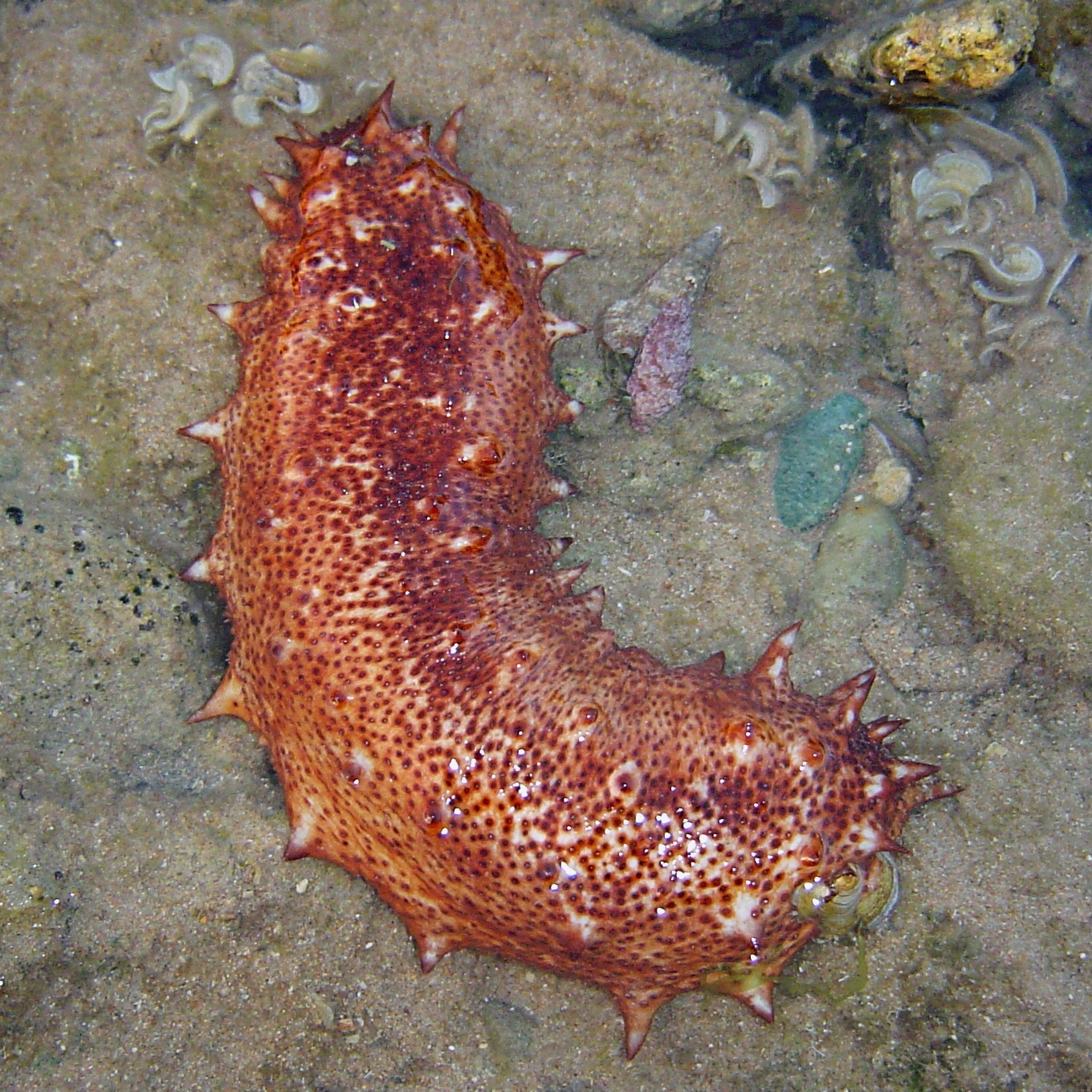
Ilyen egy tengeriuborka

Amikor Raszputyin testvére, Marija tudomást szerzett erről, követelte, hogy szolgáltassák vissza neki. A „tárgyat” egészen 1977-ig őrizte, amikor is Kaliforniában meghalt.
Marija halála után, egy Michael Augustine nevű ember vásárolta meg a tárgyat, Marija számos más személyes holmijával együtt.
Augustine a tárgyi leletet rábízta egy aukciósházra, de a szakemberek hamarosan megállapították, hogy a tétel nem is egy pénisz, hanem valójában csak egy tengeriuborka. Az tisztázatlan maradt, hogy a tengeriuborka megegyezik-e azzal a tárggyal, ami a legenda szerint orosz nők birtokában volt a 20-as években. Augustine elfogadta az aukciósház szakértői véleményét, és később a kéziratokat, leveleket, fényképeket és az igen különös kinézetű „pénisz uborkát” is elárverezték.

### 2000-es évek
2004-ben, Igor Knyazkin, az Orosz Természettudományi Akadémia prosztatakutató központjának igazgatója, Szentpéterváron megnyitott egy orosz erotikamúzeumot. Knyazkin állítja, hogy a kiállított tárgyak között lévő 28,5 cm nagyságú „tartósított pénisz” Grigorij Raszputyiné volt egykor, számos levéllel együtt, amit szintén kiállítottak. Knyazkin kifejtette, hogy a tételt egy francia műgyűjtőtől vásárolta meg 6600 euróért; valamint úgy véli, hogy már a puszta látványa is meggyógyítja az impotenciát.
Azt nem tudni, hogy a pénisz valóban Raszputyin hímvesszője-e.
Egyes források szerint a gyilkosság során a péniszt nem vágták le, mert a boncolás, igaz összezúzott állapotban, de a helyén találta.

## Fordítás
- Ez a szócikk részben vagy egészben  a   Rasputin's penis című angol Wikipédia-szócikk fordításán alapul.  Az eredeti cikk szerkesztőit annak laptörténete sorolja fel. Ez a jelzés csupán a megfogalmazás eredetét és a szerzői jogokat jelzi, nem szolgál a cikkben szereplő információk forrásmegjelöléseként.